# Aphonopelma echinum
Aphonopelma echinum là một loài nhện trong họ Theraphosidae.
Loài này thuộc chi Aphonopelma. Aphonopelma echinum được Ralph Vary Chamberlin miêu tả năm 1940.